# Holger Arbman
Erik Holger Arbman, né le 8 septembre 1904 à Bettna et mort le 25 janvier 1968, est un archéologue suédois, avec un intérêt particulier pour l'Âge du fer.
Arbman obtient son doctorat en 1937 à l'Université d'Uppsala avec une thèse sur les relations entre la Suède et l'Empire franc à l'époque viking. La même année, il devient professeur à l'Université d'Uppsala et en 1938 assistant au Musée historique national. Il est professeur d'antiquités nordiques et comparées à l'université de Lund de 1945 à 1968. En 1952-1953, il participe aux travaux de l'expédition suédoise à Rang Mahal (en), dirigée par Hanna Rydh. Arbman est président de l'Association académique de 1961 à 1966 et inspecteur de la nation d'Östgöta de 1942 à 1962 et de nouveau de 1967 à 1968.
Parmi ses mérites les plus durables, citons le fait qu'en tant qu'amanuens, plus tard antiquaire, au musée historique de Statens, il a dirigé le classement et la publication des tombes découvertes lors des enquêtes de Hjalmar Stolpe sur Björkö dans le lac Mälar, un travail qui a commencé au début de le 20ème siècle par Gustaf Hallström mais qui s'est complètement arrêté après la publication des 100 premières tombes.
En 1932, il entreprend également une série de fouilles sur l'île de Björkö afin d'identifier les restes de la première église bâtie par Anschaire de Brême.